# Alfred Beau
Pour les articles homonymes, voir Beau.

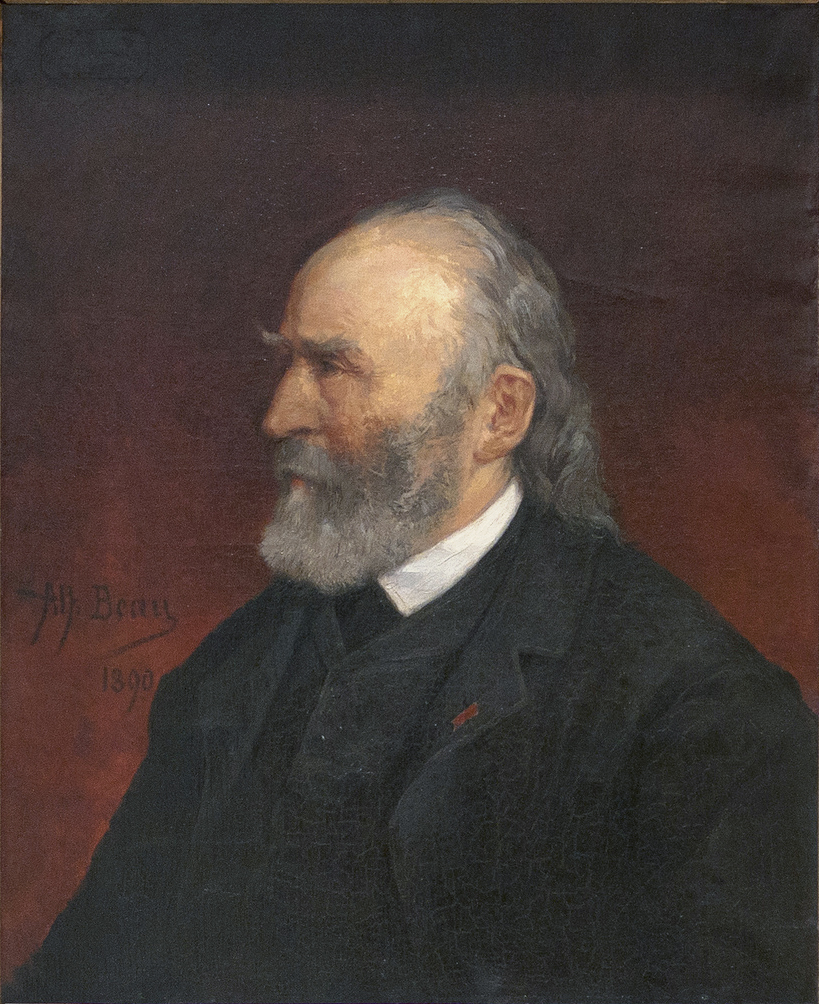
Portrait de François-Marie Luzel (1890), musée des Beaux-Arts de Quimper.

Alfred Léopold Pascal Beau, né le 23 juillet 1829 à Morlaix et mort le 11 février 1907 à Quimper, est un peintre, photographe, céramiste et conservateur de musée français.

## Biographie
Alfred Beau est issu d'une famille de négociants et d'armateurs originaire de Blaye installée à Morlaix au début du XVIIIe siècle,. Cette famille occupait aussi des fonctions dans l'administration des mines de plomb de Poullaouën (Finistère). Son cousin François Beau (1815-1879) était directeur général et administrateur de la Compagnie des Mines de La Grand-Combe (Gard),.
Formé au dessin et à l'aquarelle par son frère aîné Léopold, il suit les  cours de dessin  de Prosper Saint-Germain installé à Morlaix (Finistère). Tous pratiquent la photographie. Alfred Beau s'établit d'abord comme photographe à Morlaix. Il se réclame aussi de l'enseignement du peintre Camille Flers et d'Eugène Isabey.
En avril 1857, il épouse Adah-Ana Souvestre, dernière fille de l'écrivain morlaisien, Émile Souvestre et de son épouse, Nanine Souvestre-Papot, écrivaine également. Ils ont un fils, Émile Alexis, né à Pleyber-Christ (Finistère) en 1858 où Alfred est alors employé dans la papeterie de la famille Andrieux. Adah est également peintre aquarelliste et réalise elle aussi des faïences qu'elle expose à deux reprises au salon des B-A.
Sans doute influencé par le peintre et céramiste Michel Bouquet et par le regain d'intérêt pour la céramique pendant le Second Empire, il devient peintre de tableaux sur faïence et expose des plats décoratifs et des plateaux d'inspirations diverses : portraits historiques, scènes de genre inspirées de la Cornouaille, paysages, décors floraux, etc.
Après 1870, après avoir en vain offert ses services à la faïencerie quimpéroise HB — qui refuse de l'embaucher car Alfred Beau exigeait de signer ses pièces —, par le biais des alliances familiales, il est embauché par la veuve d'Arthur Porquier comme directeur artistique de la faïencerie Porquier à Quimper. Il en prend ensuite la direction et la faïencerie prendra plus tard le nom de Porquier-Beau, les pièces fabriquées étant marquées « PB » pour Porquier-Beau.
Alfred Beau crée alors de nombreux modèles : des scènes de genre pittoresques, des scènes de foires et de marchés, des représentations des métiers traditionnels, des pardons, des mariages et fêtes, des décors botaniques inspirés des estampes japonaises, etc. Il pousse l'illusionnisme jusqu'à créer, entre autres, des instruments de musique en faïence. Il forme les « peinteuses » aux nouvelles techniques qu'il préconise.
Il présente ses créations aux salons parisiens et aux expositions universelles, en particulier à l'Exposition universelle de 1878 où il obtient une médaille d'argent pour son violoncelle en faïence. Alfred Beau a été l'artisan du renouveau de la céramique à Quimper ; il est vite imité par les autres faïenceries quimpéroises.
En 1880, il est nommé conservateur du musée des Beaux-Arts de Quimper. Ami d'Alfred Guillou et de Théophile Deyrolle, il s'attache à constituer une collection d'inspiration bretonne, créant notamment en 1885 un diorama illustrant une noce bretonne sortant d'une chapelle composée de 44 mannequins.
Il devient aussi l'ami de Joseph Astor, alors maire de Quimper et propriétaire du manoir de Kerazan à Loctudy, qui lui achète quelques-unes de ses plus belles pièces. Joseph-Georges Astor, son fils, s'employa par la suite à compléter la collection paternelle. Le manoir de Kerazan conserve ainsi la plus importante collection des œuvres d'Alfred Beau.

## Collections publiques
- Loctudy, manoir de Kerazan : Violoncelle, faïence, médaille d'argent à l'Exposition universelle de 1878.
- Quimper, musée des Beaux-Arts : Un amateur de faïence : portrait de M.F., 1888, 38,5 × 28,5 cm[9].
- Saint-Brieuc, musée d'Art et d'Histoire : Le Premier bonhomme, vers 1891, huile sur toile.

Œuvres d'Alfred Beau
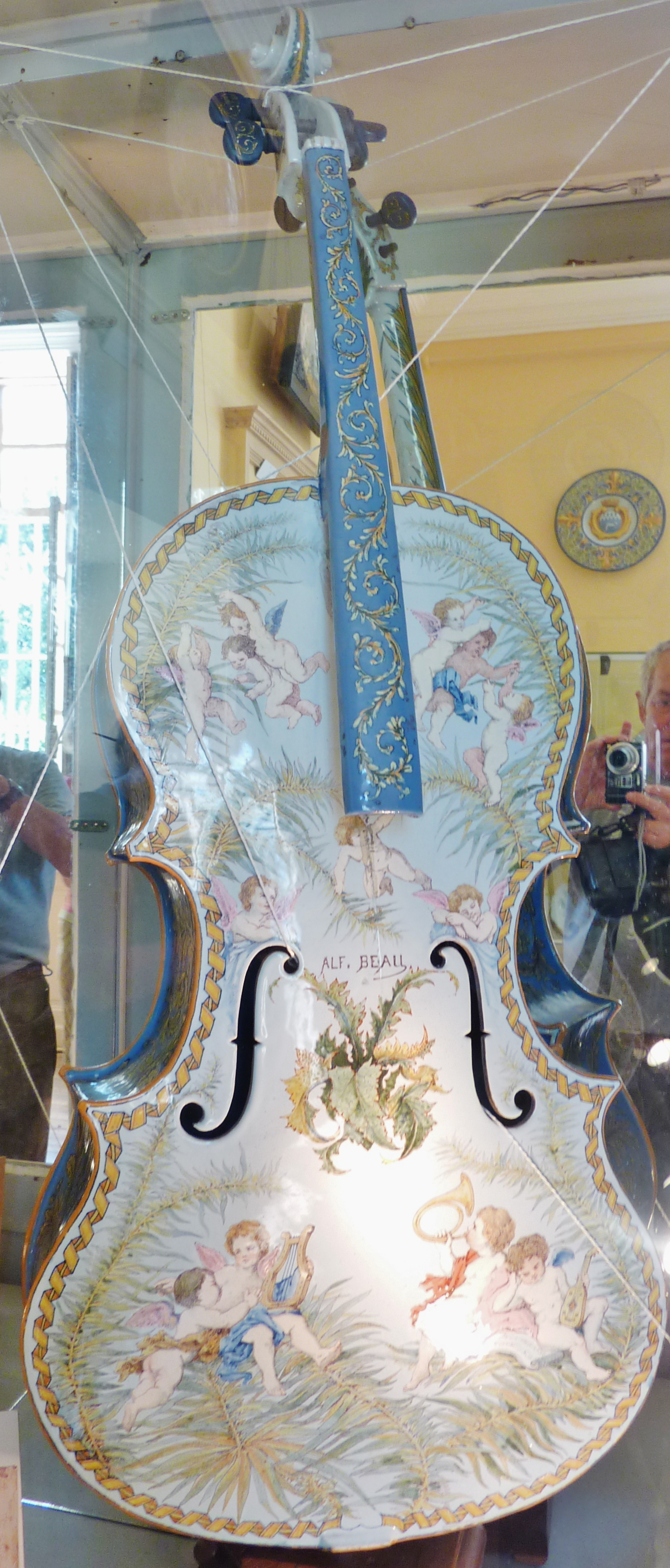
Violoncelle, faïence, manufacture Porquier, Loctudy, manoir de Kerazan.
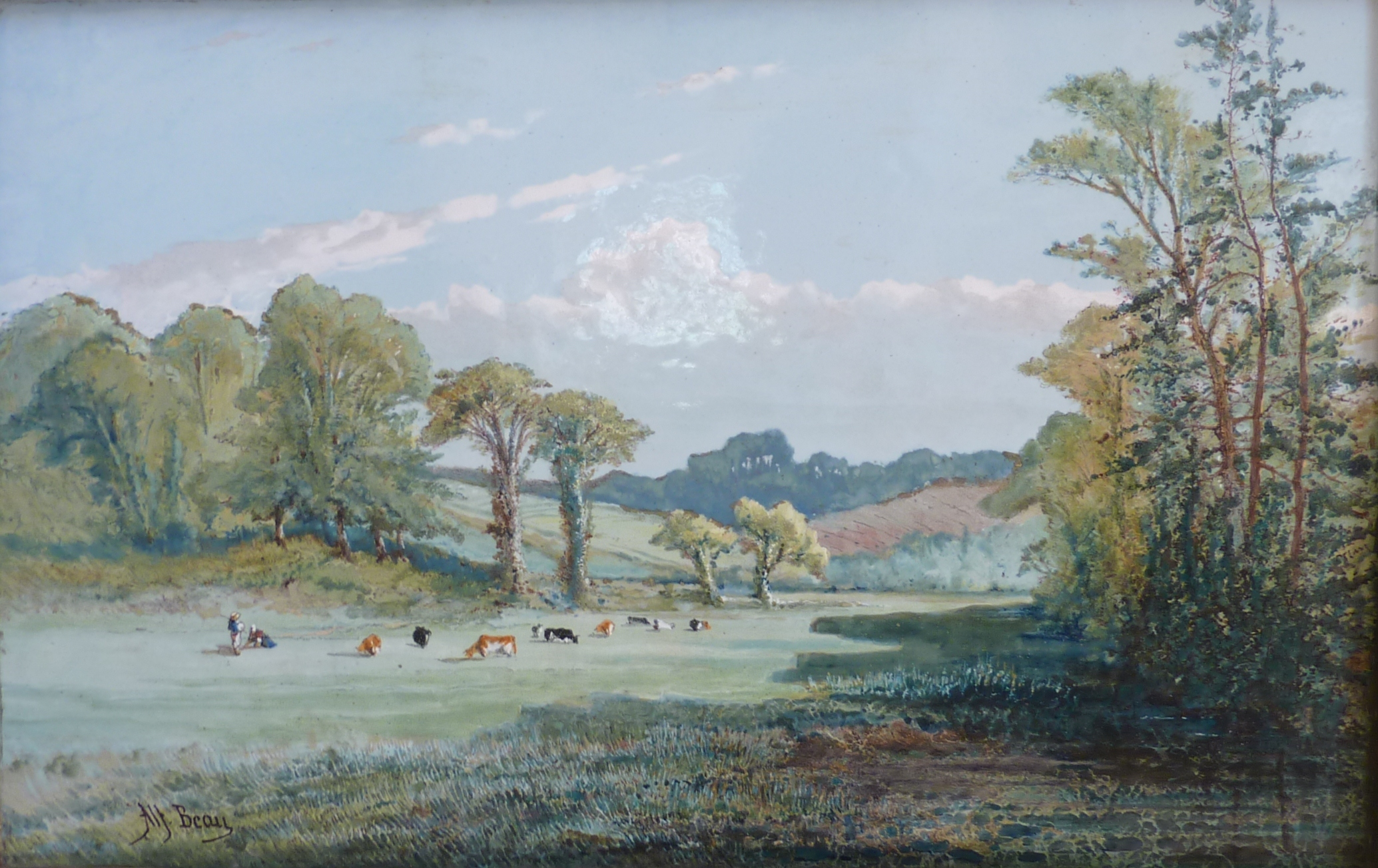
Marais de Pluguffan, peinture sur émail, manufacture Porquier, Loctudy, manoir de Kerazan.
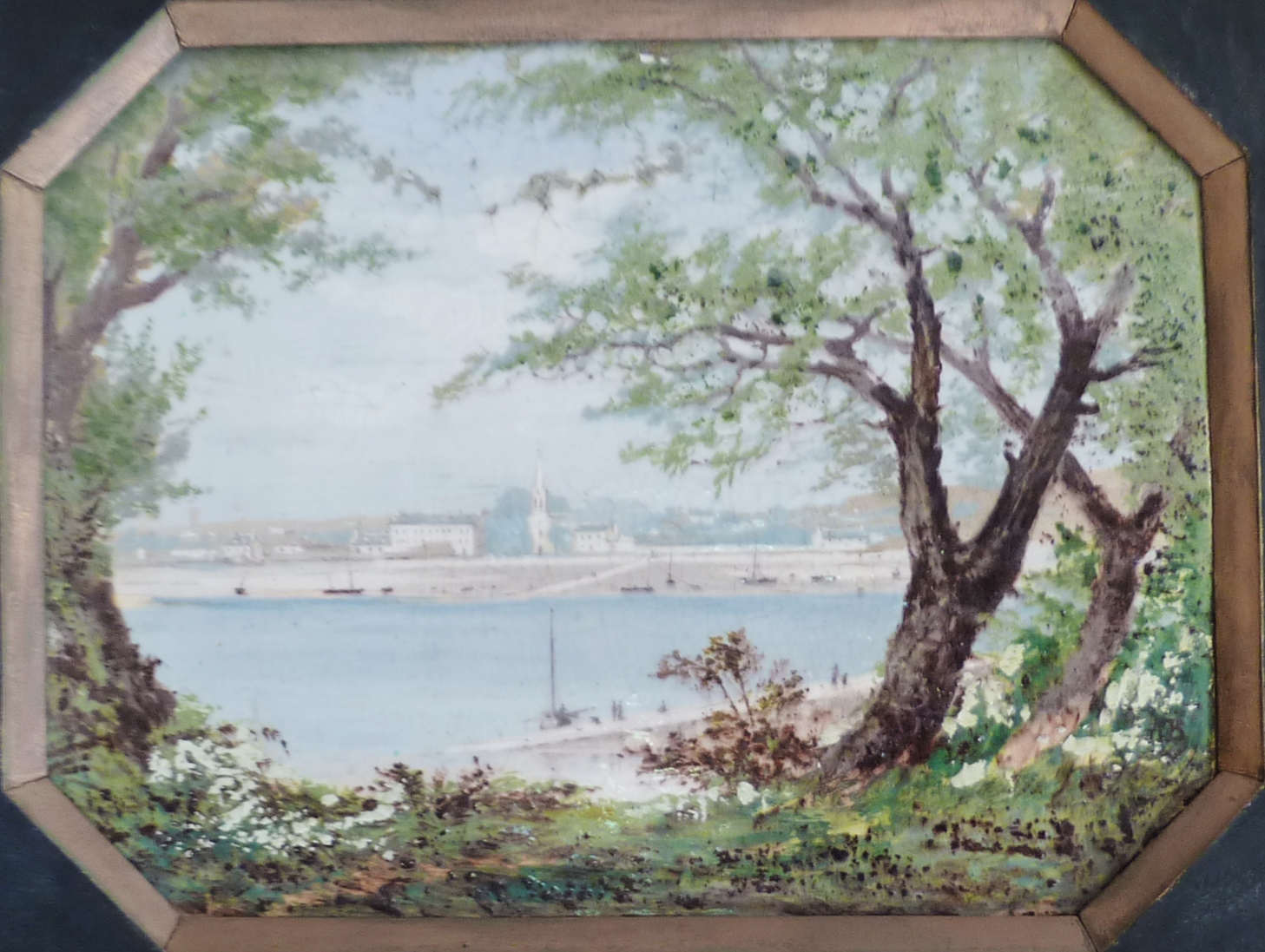
Bénodet vu de Sainte-Marine, peinture sur émail, manufacture Porquier, Loctudy, manoir de Kerazan.

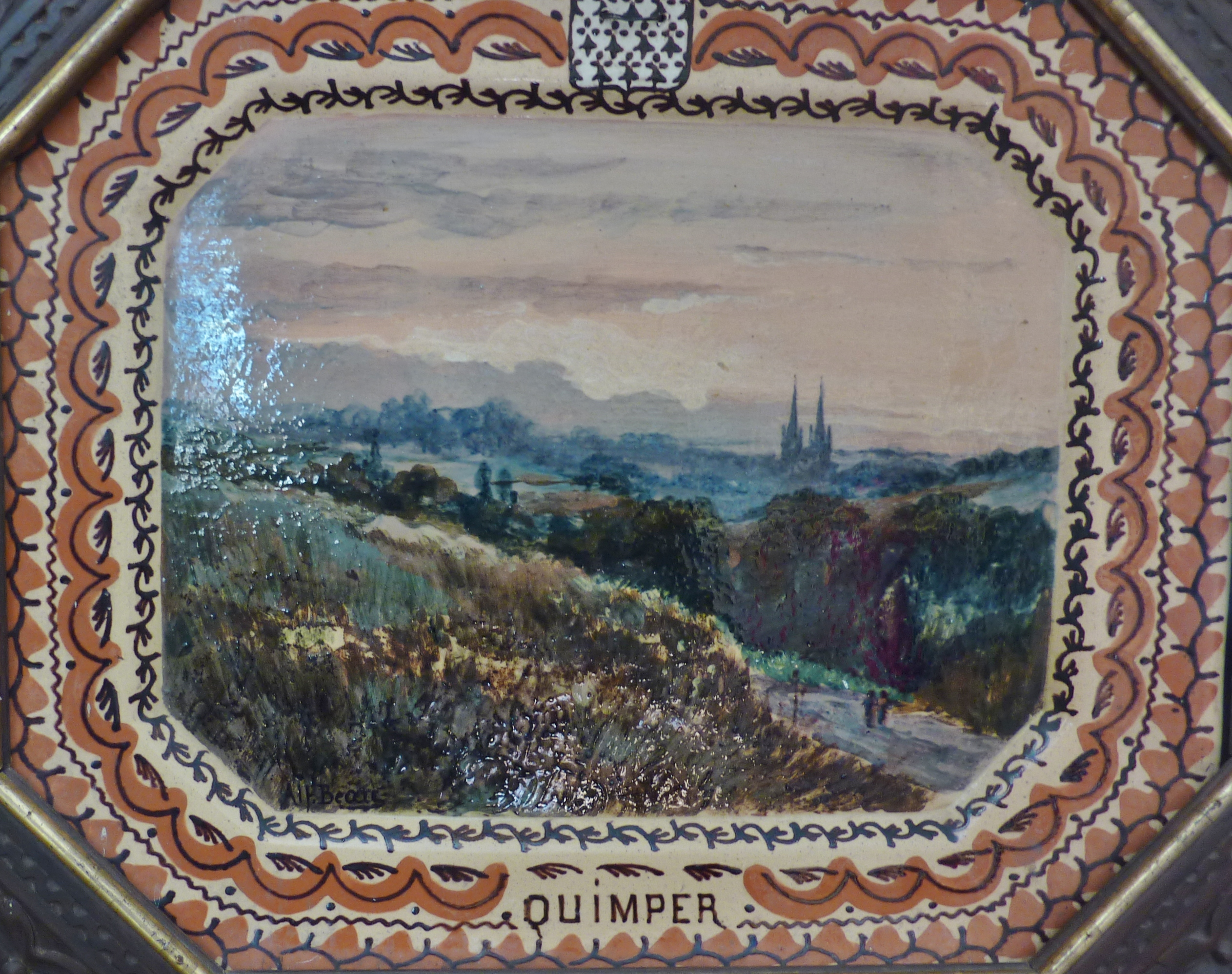
Lever du jour à Quimper, terre cuite vernissée, manufacture Porquier, Loctudy, manoir de Kerazan.
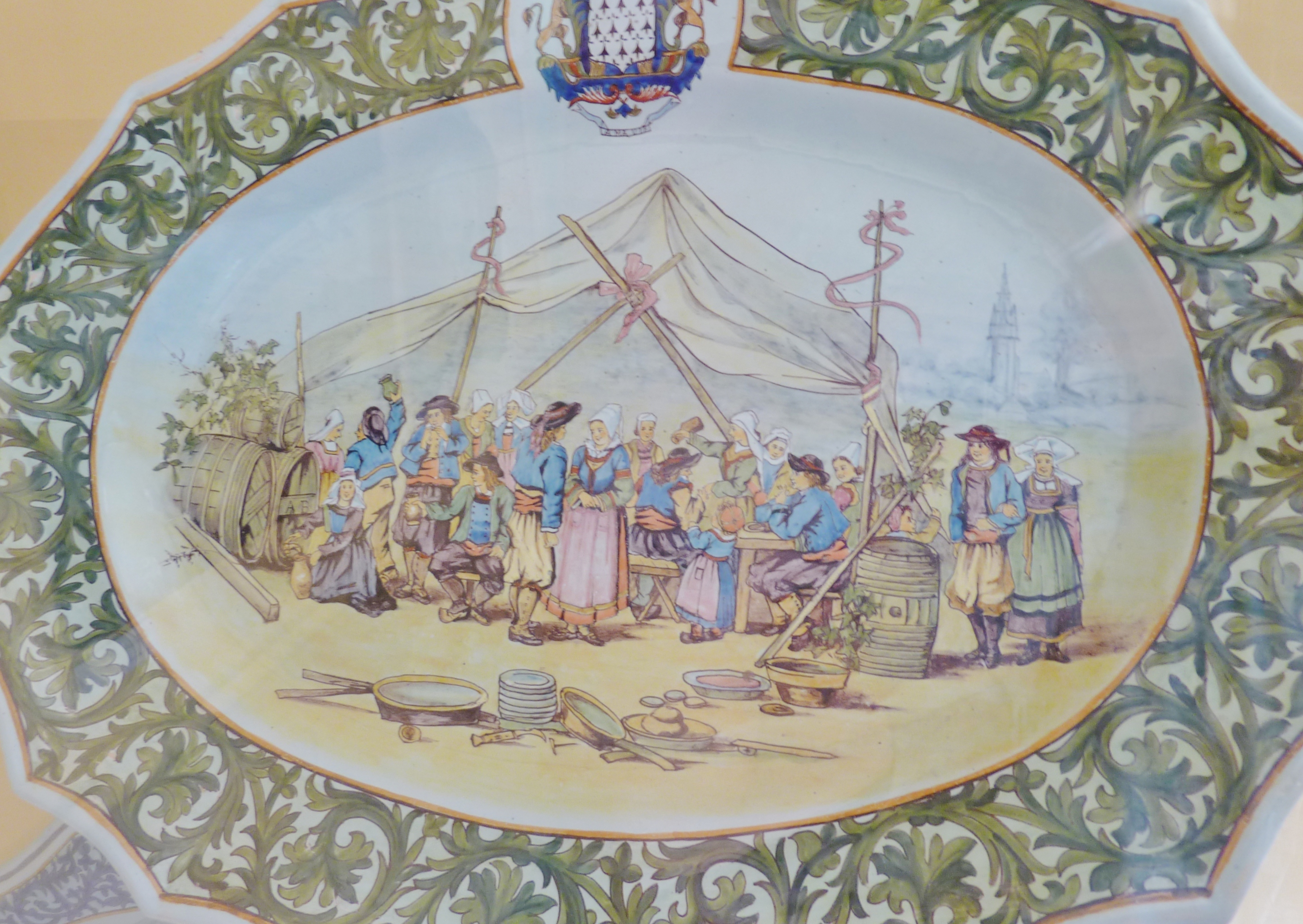
Plat avec décor de noce bretonne, Loctudy, manoir de Kerazan.

## Distinctions
- Chevalier de la Légion d'honneur à compter du 24 juin 1893[10].

## Hommages
Plusieurs villes de Bretagne ont donné son nom à une rue, notamment à Loctudy, Morlaix et Quimper.